# 克莉·约恩克
克莉·约恩克（荷蘭語：Kelly Jonker，1990年5月23日—），荷兰女子曲棍球运动员。她曾代表荷兰参加2012年和2016年夏季奥林匹克运动会曲棍球比赛，共获得一枚金牌和一枚银牌。